# Championnats d'Afrique d'athlétisme 1993
Navigation
Les 9es Championnats d'Afrique d'athlétisme ont eu lieu du 23 au 27 juin 1993 au Kings Park Stadium de Durban, en Afrique du Sud. La compétition, organisée par la Confédération africaine d'athlétisme, réunit 294 athlètes issus de 32 pays.

## Résultats

### Hommes
| Épreuve               | Or                                                                               | Argent                                                                      | Bronze                                                                              |
| --------------------- | -------------------------------------------------------------------------------- | --------------------------------------------------------------------------- | ----------------------------------------------------------------------------------- |
| 100 mètres            | Daniel Effiong 10 s 39                                                           | Jean-Olivier Zirignon 10 s 53                                               | Nelson Boateng 10 s 55                                                              |
| 200 mètres            | Johan Rossouw 20 s 65                                                            | Oluyemi Kayode 20 s 79                                                      | Nelson Boateng 21 s 01                                                              |
| 400 mètres            | Kennedy Ochieng 45 s 29                                                          | Ibrahim Hassan 45 s 90                                                      | Simon Kemboi 46 s 06                                                                |
| 800 mètres            | Sammy Langat 1 min 45 s 43                                                       | Paul Ruto 1 min 45 s 99                                                     | Arthémon Hatungimana 1 min 46 s 42                                                  |
| 1 500 mètres          | David Kibet 3 min 45 s 67                                                        | Johan Landsman 3 min 46 s 03                                                | Johan Fourie 3 min 46 s 22                                                          |
| 5 000 mètres          | Simon Chemoiywo 13 min 09 s 68                                                   | Haile Gebrselassie 13 min 10 s 41                                           | Worku Bikila 13 min 12 s 53                                                         |
| 10 000 mètres         | William Sigei 27 min 25 s 23                                                     | Fita Bayissa 27 min 26 s 90                                                 | Haile Gebrselassie 27 min 30 s 17                                                   |
| 3000 mètres steeple   | Joseph Keter 8 min 22 s 34                                                       | Christopher Kosgei 8 min 24 s 58                                            | Simretu Alemayehu 8 min 31 s 51                                                     |
| 110 mètres haies      | Kobus Schoeman 13 s 93                                                           | Moses Oyiki Orode 14 s 21                                                   | Winpie Nel 14 s 22                                                                  |
| 400 mètres haies      | Erick Keter 49 s 38                                                              | Dries Vorster 49 s 59                                                       | Hamadou Mbaye 50 s 22                                                               |
| Saut en hauteur       | Flippie van Vuuren 2,22 m                                                        | Khemraj Naiko 2,19 m                                                        | Pierre Vorster 2,13 m                                                               |
| Saut à la perche      | Okkert Brits 5,40 m                                                              | Riaan Botha 5,20 m                                                          | Brian Mardaymootoo 4,60 m                                                           |
| Saut en longueur      | Obinna Eregbu 8,32 m                                                             | Ayodele Aladefa 8,05 m                                                      | James Sabulei 7,99 m                                                                |
| Triple saut           | Toussaint Rabenala 16,72 m                                                       | Wikus Olivier 16,35 m                                                       | Paul Nioze 16,11 m                                                                  |
| Lancer de poids       | Carel le Roux 18,29 m                                                            | Chima Ugwu 18,07 m                                                          | Jaco Snyman 17,38 m                                                                 |
| Lancer de disque      | Mickael Conjungo 59,92 m                                                         | Christo Kruger 54,42 m                                                      | Dawie Kok 54,08 m                                                                   |
| Lancer du marteau     | Hakim Toumi 69,82 m                                                              | Samir Haouam 63,76 m                                                        | Charlie Koen 60,46 m                                                                |
| Lancer de javelot     | Tom Petranoff 82,40 m                                                            | Phillip Spies 77,68 m                                                       | Louis Fouché 77,10 m                                                                |
| Décathlon             | Pierre Faber 7164 pts                                                            | Danie van Wyk 7108 pts                                                      | Hassan Farouk Sayed 6770 pts                                                        |
| 20 km marche          | Getachew Demisse 1 h 28 min 56                                                   | Chris Britz 1 h 29 min 28                                                   | Riecus Blignouat 1 h 30 min 55                                                      |
| Relais 4 × 100 mètres | Ghana Nelson Boateng Felix Andam Tanko Abass Kofi Yevakpor 39 s 53               | Nigeria Daniel Effiong Paul Egonye Oluyemi Kayode Victor Omagbemi 39 s 97   | Afrique du Sud Tshakile Nzimande Johan Rossouw Johann Venter Adrian Lambert 40 s 25 |
| Relais 4 × 400 mètres | Kenya Charles Gitonga Simon Kemboi Simon Kipkemboi Kennedy Ochieng 3 min 03 s 10 | Nigeria Alohan Omokaro Hassan Bosso Udeme Ekpeyong John Okoye 3 min 06 s 03 | Sénégal Ibou Faye Hamidou Mbaye Hachim Ndiaye Souleymane Doumbia 3 min 06 s 38      |

### Femmes
| Épreuve               | Or                                                                                           | Argent | Bronze                                                                           |
| --------------------- | -------------------------------------------------------------------------------------------- | --- | -------------------------------------------------------------------------------- |
| 100 mètres            | Beatrice Utondu 11 s 39                                                                      | Elinda Vorster 11 s 45                                                                                            | Christy Opara-Thompson 11 s 60                                                   |
| 200 mètres            | Mary Onyali 22 s 71                                                                          | Yolanda Steyn 23 s 22                                                                                             | Evette de Klerk 23 s 29                                                          |
| 400 mètres            | Tina Paulino 51 s 82                                                                         | Emily Odoemenam 52 s 26                                                                                           | Aïssatou Tandian 53 s 00                                                         |
| 800 mètres            | Maria de Lurdes Mutola 1 min 56 s 36                                                         | Gladys Wamuyu 2 min 01 s 24                                                                                       | Ilse Wicksell 2 min 03 s 75                                                      |
| 1 500 mètres          | Elana Meyer 4 min 12 s 56                                                                    | Gwen Griffiths 4 min 13 s 17                                                                                      | Getenesh Urge 4 min 13 s 68                                                      |
| 3 000 mètres          | Gwen Griffiths 9 min 13 s 92                                                                 | Merima Denboba 9 min 14 s 48                                                                                      | Hellen Chepngeno 9 min 14 s 49                                                   |
| 10 000 mètres         | Berhane Adere 32 min 48 s 52                                                                 | Lydia Cheromei 32 min 54 s 55                                                                                     | Fatuma Roba 32 min 55 s 32                                                       |
| 100 mètres haies      | Nicole Ramalalanirina 13 s 32                                                                | Taiwo Aladefa 13 s 50                                                                                             | Annemarie le Roux 13 s 74                                                        |
| 400 mètres haies      | Omotayo Akinremi 57 s 59                                                                     | Lana Uys 57 s 60                                                                                                  | Karen Swanepoel 58 s 23                                                          |
| Saut en hauteur       | Charmaine Weavers 1,90 m                                                                     | Lucienne N'Da 1,86 m                                                                                              | Desiré du Plessis 1,80 m                                                         |
| Saut en longueur      | Christy Opara-Thompson 6,57 m                                                                | Beatrice Utondu 6,44 m                                                                                            | Hiwot Sisay 6,23 m                                                               |
| Triple saut           | Petrusa Swart 12,95 m                                                                        | Béryl Laramé 12,20 m                                                                                              | Sonya Agbéssi 12,02 m                                                            |
| Lancer de poids       | Louise Meintjies 14,66 m                                                                     | Elizabeth Olaba 14,42 m                                                                                           | Luzanda Swanepoel 14,23 m                                                        |
| Lancer de disque      | Lizette Etsebeth 54,16 m                                                                     | Nanette van der Walt 51,58 m                                                                                      | Sandra Willms 50,56 m                                                            |
| Lancer du javelot     | Liezl Roux 48,24 m                                                                           | Rhona Dwinger 47,60 m                                                                                             | Michelle Bradbury 43,92 m                                                        |
| Heptathlon            | Chrisna Oosthuizen 5339 pts                                                                  | Maralize Visser 5159 pts                                                                                          | Caroline Kola 4925 pts                                                           |
| 5 km marche           | Dounia Kara 24 min 33 s 56                                                                   | Amsale Yakobe 24 min 39 s 04                                                                                      | Felicita Falconer 25 min 32 s 68                                                 |
| Relais 4 × 100 mètres | Nigeria Faith Idehen Mary Onyali-Omagbemi Christy Opara-Thompson Beatrice Utondu 43 s 49     | Madagascar Hanitriniaina Rakotrondrabe Nicole Ramalalanirina Lalao Ravaonirina Lantoniaina Ramalalanirina 44 s 93 | Afrique du Sud Evette De Klerk Yolanda Steyn Elinda Vorster Susan Knox 45 s 15   |
| Relais 4 × 400 mètres | Nigeria Omolade Akinremi Omotayo Akinremi Emily Odoemenam Mary Onyali-Omagbemi 3 min 33 s 21 | Afrique du Sud Evette De Klerk Lana Uys Marinda Fourie Adri Schoeman 3 min 37 s 24                                | Ghana Helena Amoako Helena Wrappah Nabiama Salifu Agnes Yaa Nuamah 3 min 39 s 66 |

## Tableau des médailles
| Rang | Nation         | Or | Argent | Bronze | Total |
| ---- | -------------- | -- | ------ | ------ | ----- |
| 1    | Afrique du Sud | 15 | 16     | 19     | 50    |
| 2    | Nigeria        | 8  | 9      | 1      | 18    |
| 3    | Kenya          | 8  | 5      | 4      | 17    |
| 4    | Éthiopie       | 2  | 4      | 6      | 12    |
| 5    | Madagascar     | 2  | 1      | 0      | 3     |
| 5    | Algérie        | 2  | 1      | 0      | 3     |
| 7    | Mozambique     | 2  | 0      | 0      | 2     |
| 8    | Ghana          | 1  | 1      | 3      | 5     |
| 9    | Centrafrique   | 1  | 0      | 0      | 1     |
| 10   | Côte d'Ivoire  | 0  | 2      | 0      | 2     |
| 11   | Seychelles     | 0  | 1      | 1      | 2     |
| 11   | Maurice        | 0  | 1      | 1      | 2     |
| 13   | Sénégal        | 0  | 0      | 3      | 3     |
| 14   | Égypte         | 0  | 0      | 1      | 1     |
| 14   | Burundi        | 0  | 0      | 1      | 1     |
| 14   | Bénin          | 0  | 0      | 1      | 1     |